# Никитовка (Брянская область)
Ники́товка — упразднённый в 2015 году посёлок в Гордеевском районе Брянской области, в составе Творишинского сельского поселения. Располагался в 5 км к северу от села Творишино. Постоянное население с 2006 года отсутствовало.

## История
Возник в 1920-е годы; с 1929 года в Гордеевском районе, а при его временном расформировании (1963—1985) — в Клинцовском районе. До 2005 года входил в Творишинский сельсовет.
Упразднён законом Брянской области от 28 сентября 2015 года № 74-З в связи с фактическим отсутствием жителей.
| Годы      | 1926 | 1979 | 1989 | 2002 | 2010 |
| --------- | ---- | ---- | ---- | ---- | ---- |
| Население | 92   | 29   | 15   | 3    | 0    |